# گرینویل (نیوهمپشایر)
گرینویل (به انگلیسی: Greenville) شهری در ایالت نیوهمپشایر کشور ایالات متحده آمریکا است که جمعیت آن در سرشماری سال ۲۰۱۰ میلادی، ۱٬۱۰۸ نفر بوده‌است.

## نگارخانه

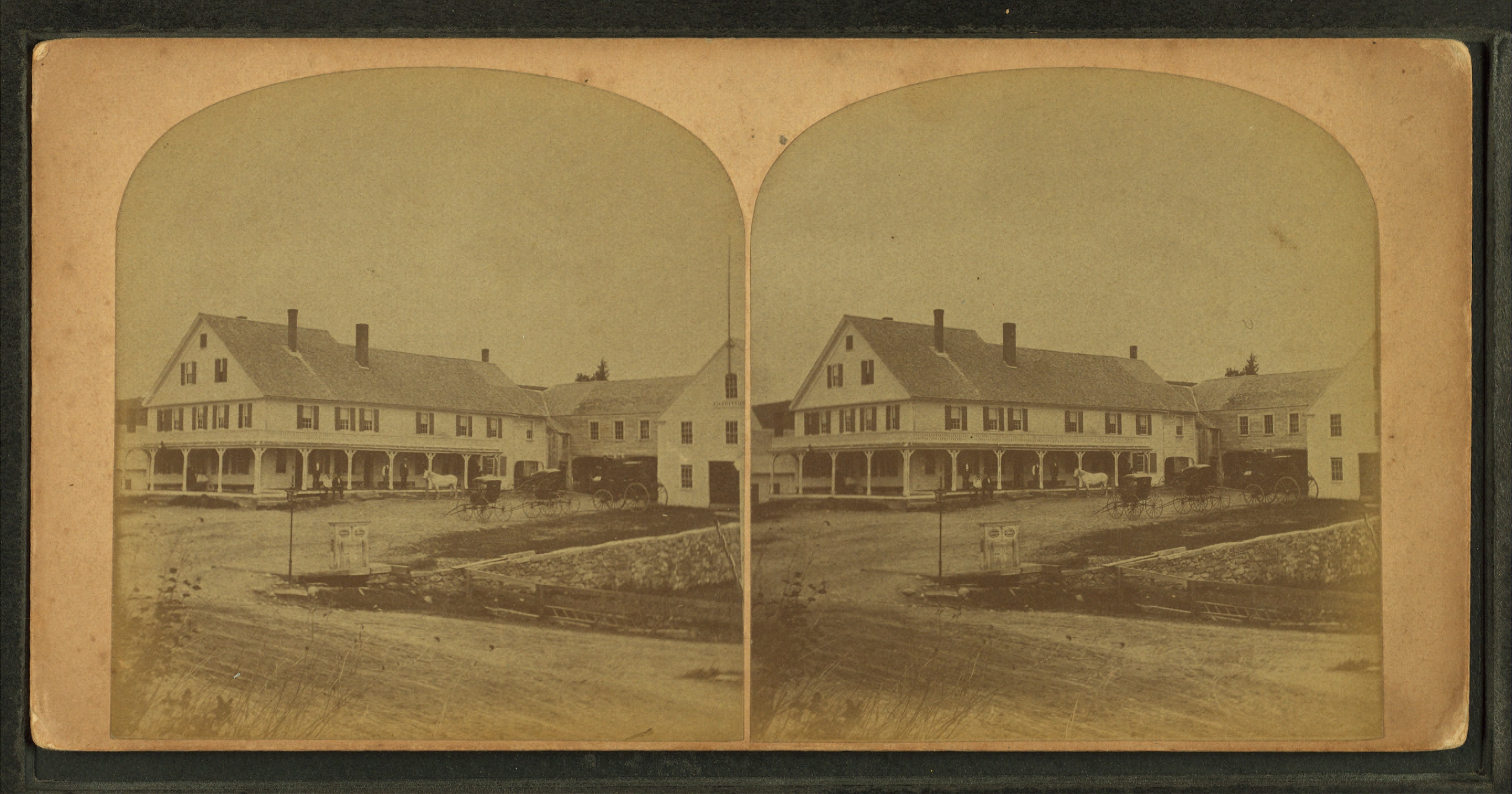
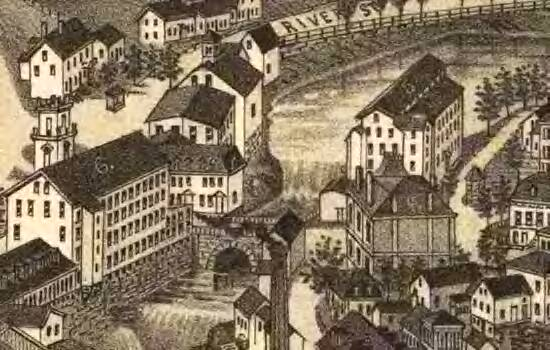
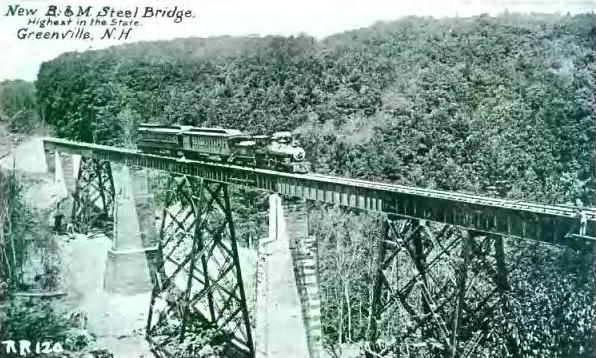

## موقعیت جغرافیایی
موقعیت جغرافیایی شهرها و مناطق اطراف به شرح زیر است: